# Бурангулово (Учалинский район)
Бурангу́лово (баш. Буранғол) — деревня в Учалинском районе Республики Башкортостан Российской Федерации. Входит в состав Мансуровского сельсовета.

## География
Расстояние до:
- районного центра (Учалы): 45 км,
- ближайшей железнодорожной станции (Шартымка): 35 км.

## Население
| 2002 | 2009 | 2010 |
| ---- | ---- | ---- |
| 82   | ↗83  | ↘67  |

Национальный состав
Согласно переписи 2002 года, преобладающая национальность — башкиры (99 %).

## Достопримечательности
Озеро Белое.